# Luftfahrerschein für Luftsportgeräteführer
Der Luftfahrerschein für Luftsportgeräteführer, (engl. Sport Pilot Licence, SPL), ist eine Erlaubnis, die zum Führen von Luftsportgeräten berechtigt. Sie ist grundsätzlich auf in Deutschland zugelassene Luftsportgeräte im deutschen Luftraum beschränkt. Aufgrund der rein nationalen Regelung für Luftsportgeräte in Europa erfordert der Einflug oder die Nutzung des Luftfahrerscheins außerhalb Deutschlands eine allgemeine Regelung oder eine für den Einzelfall ausgestellte Erlaubnis des Gastlandes.

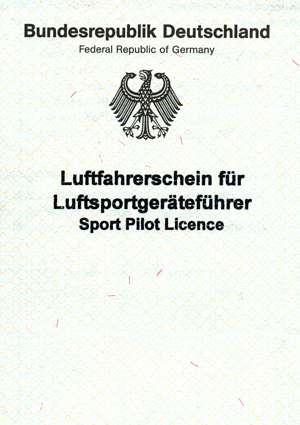
Luftfahrerschein für Luftsportgeräteführer

## Arten der Lizenz

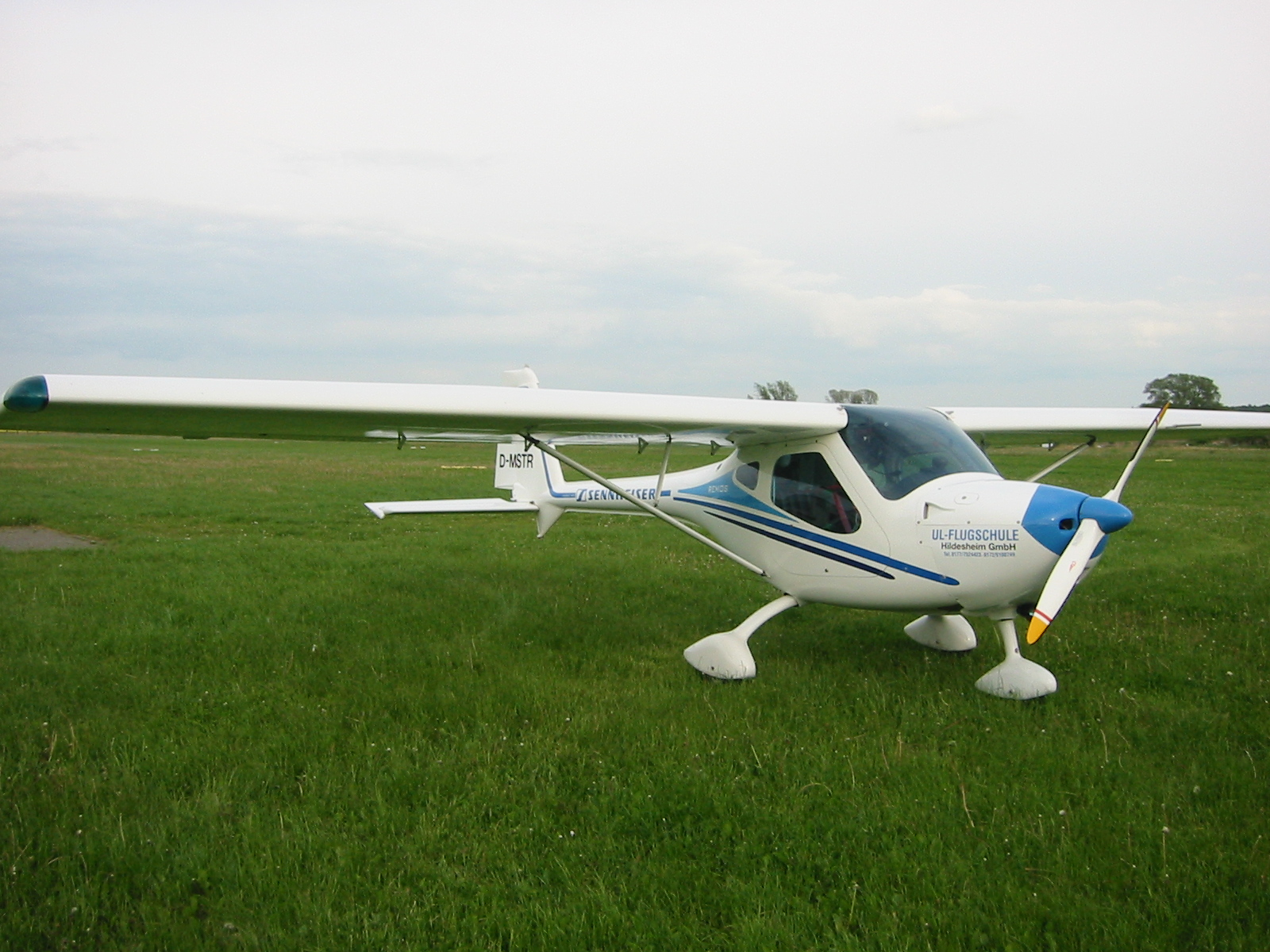
Dreiachs-Ultraleichtflugzeug

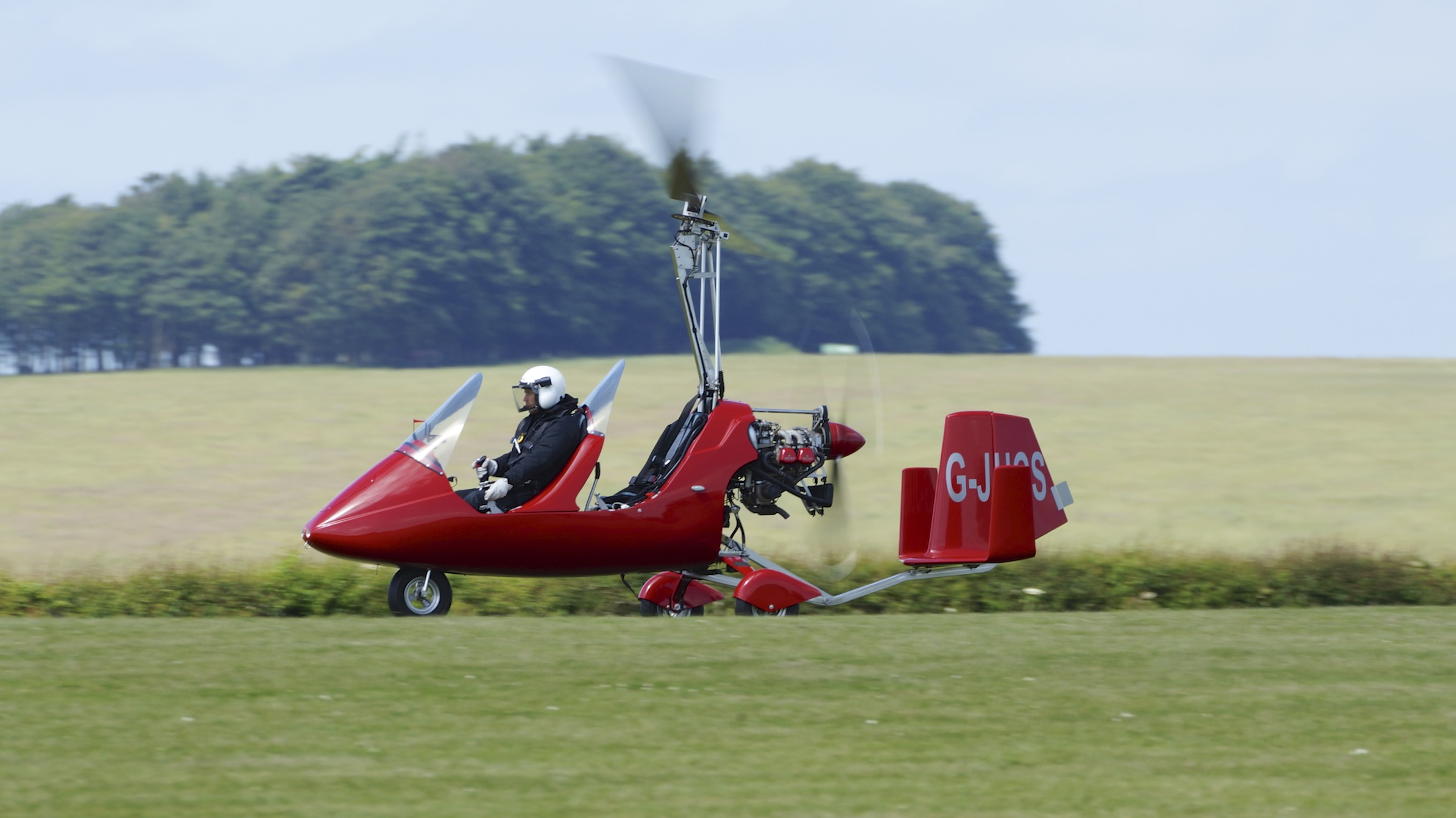
UL-Tragschrauber

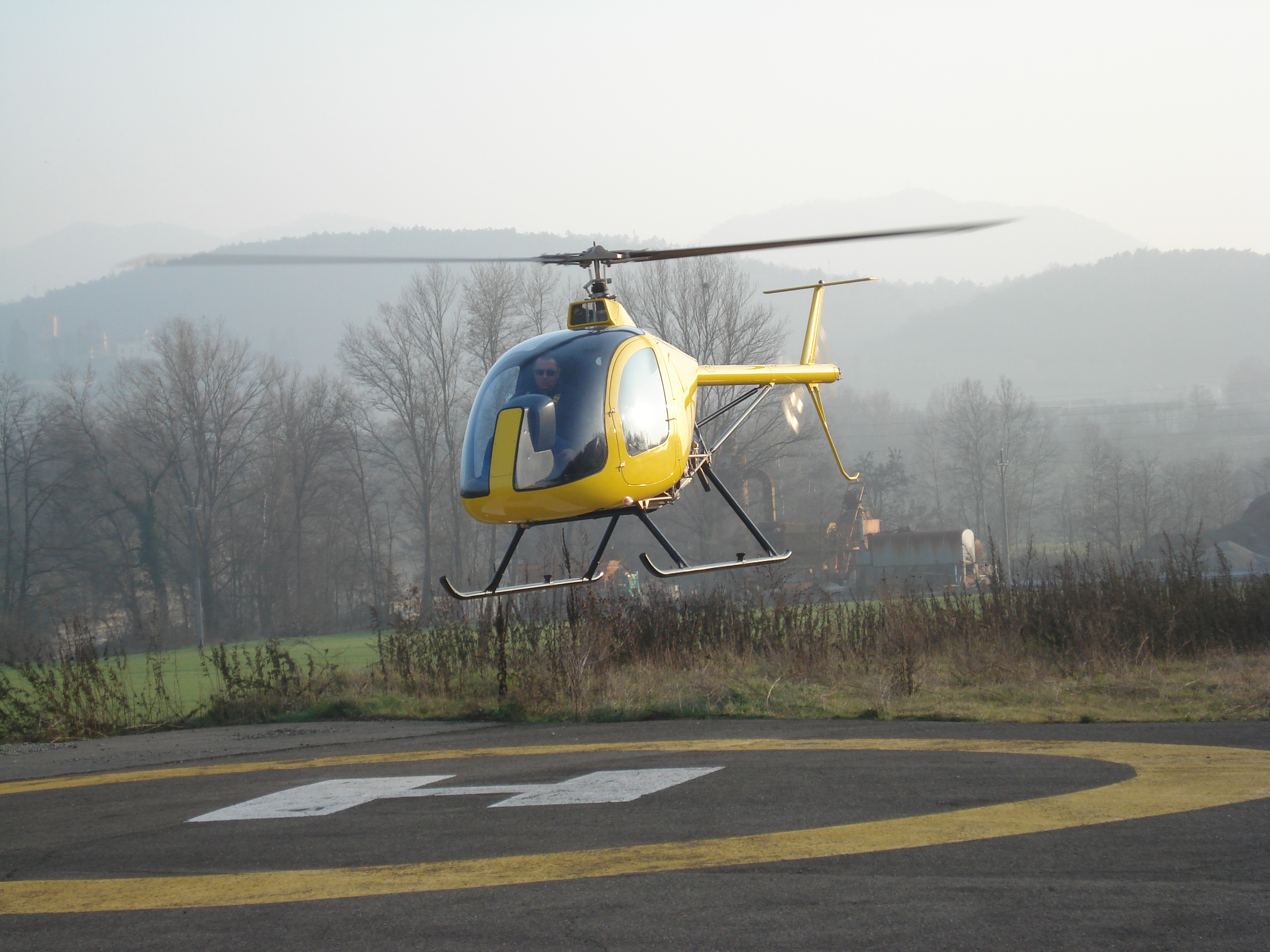
UL-Hubschrauber

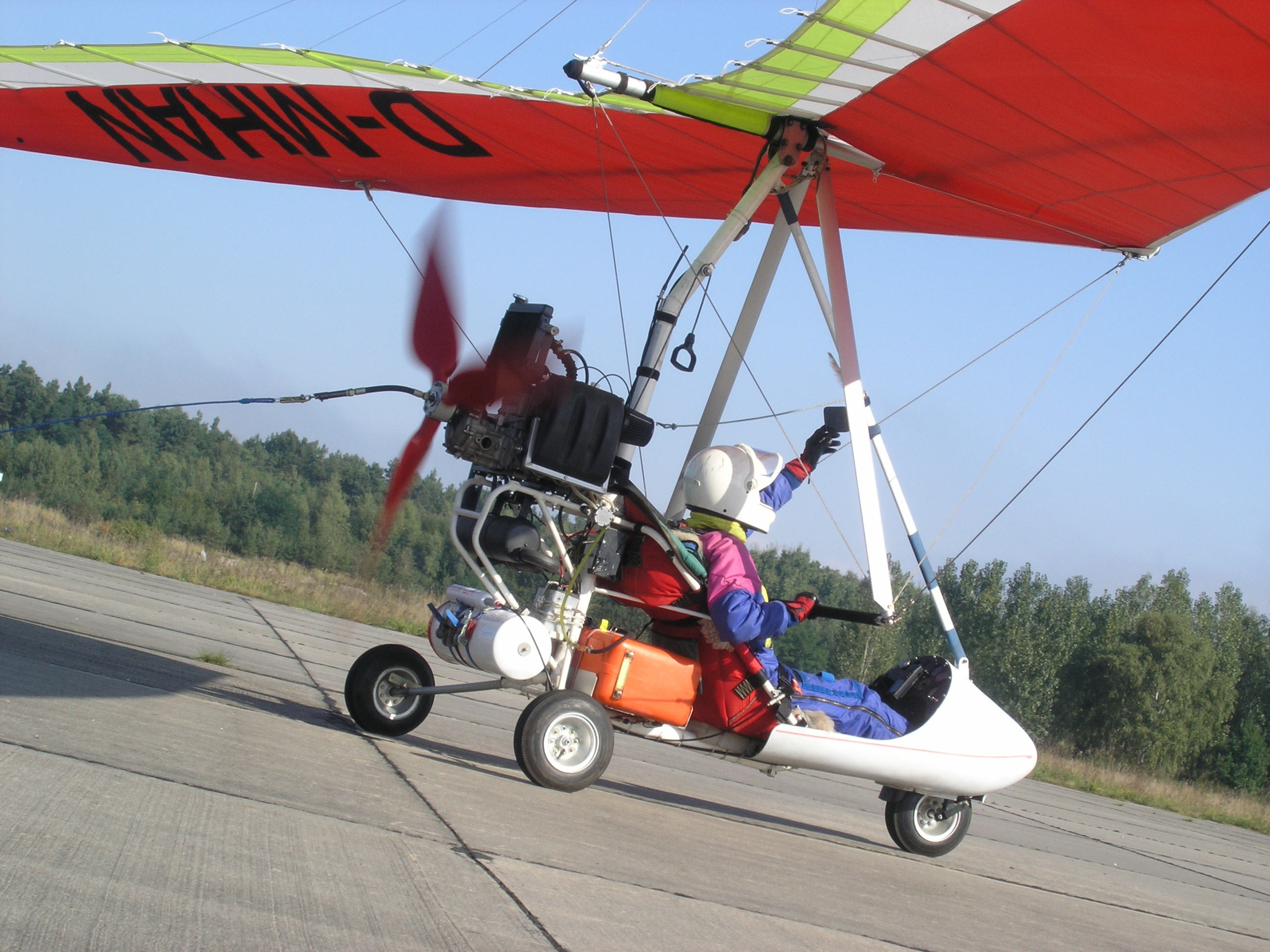
Trike

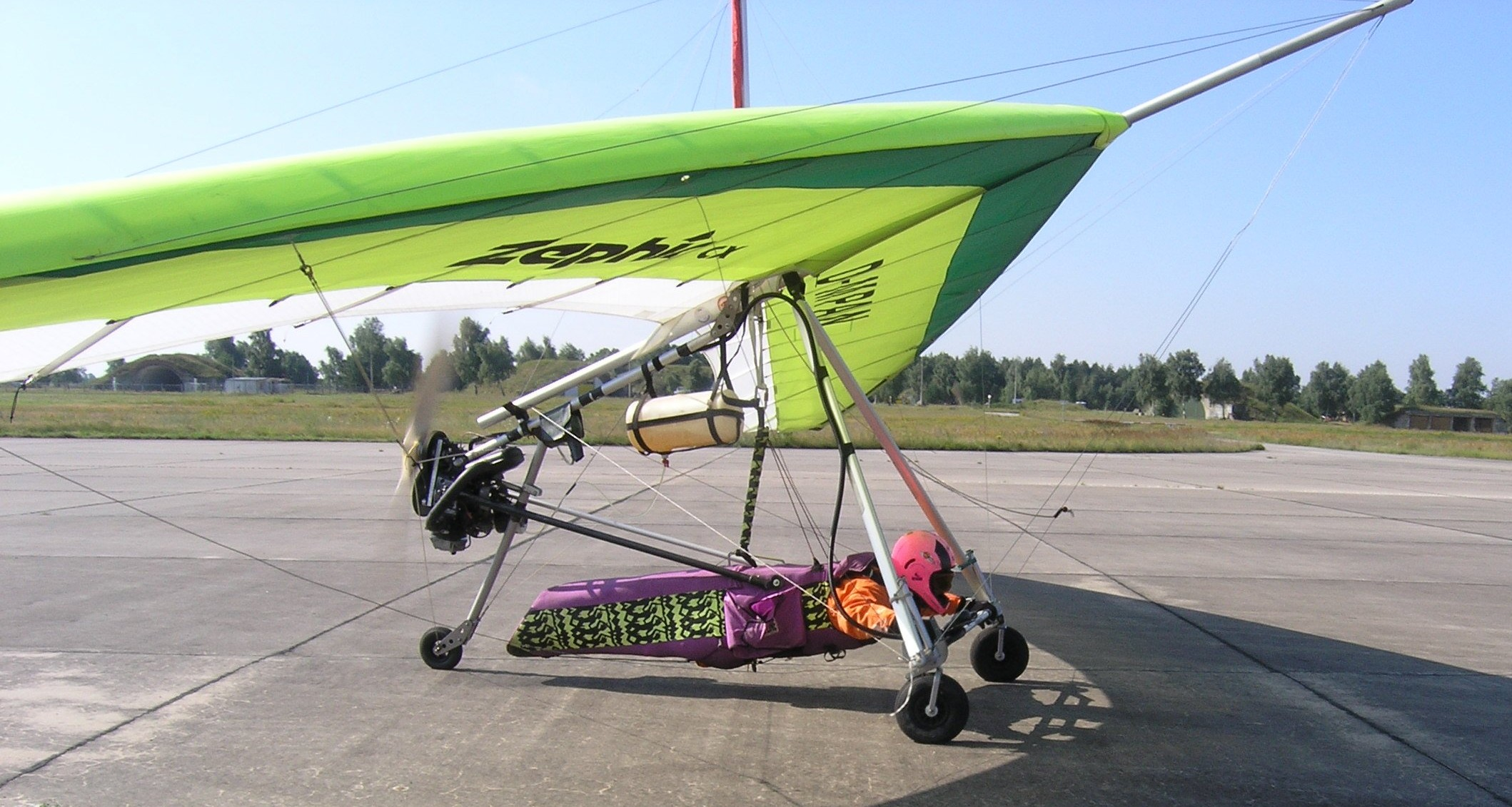
Fußstartfähiger Hängegleiter

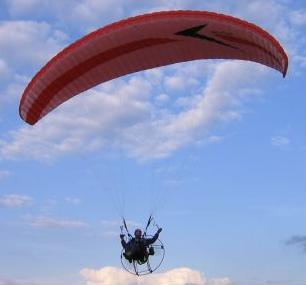
Motorschirm

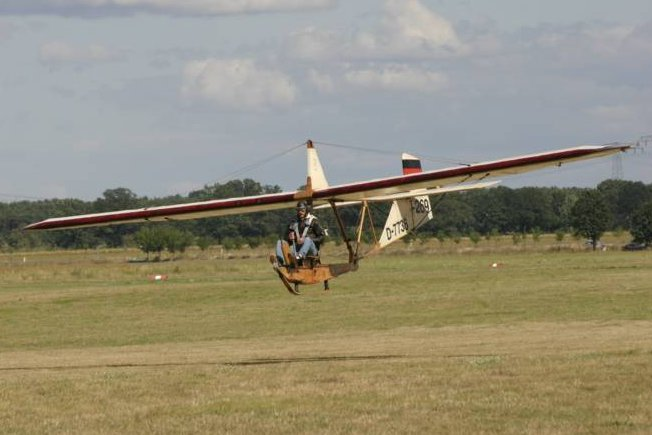
Schulgleiter SG-38

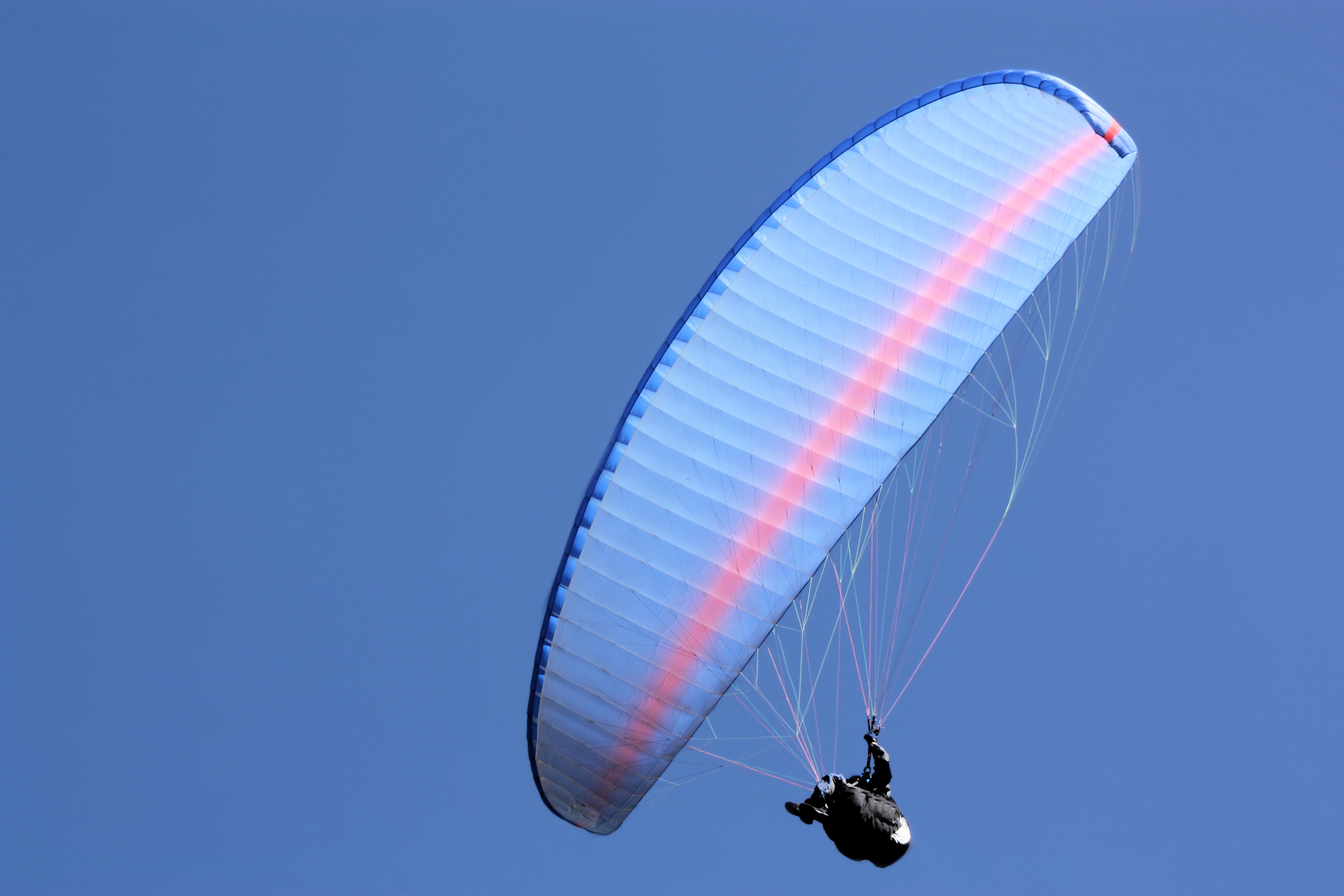
Gleitschirm

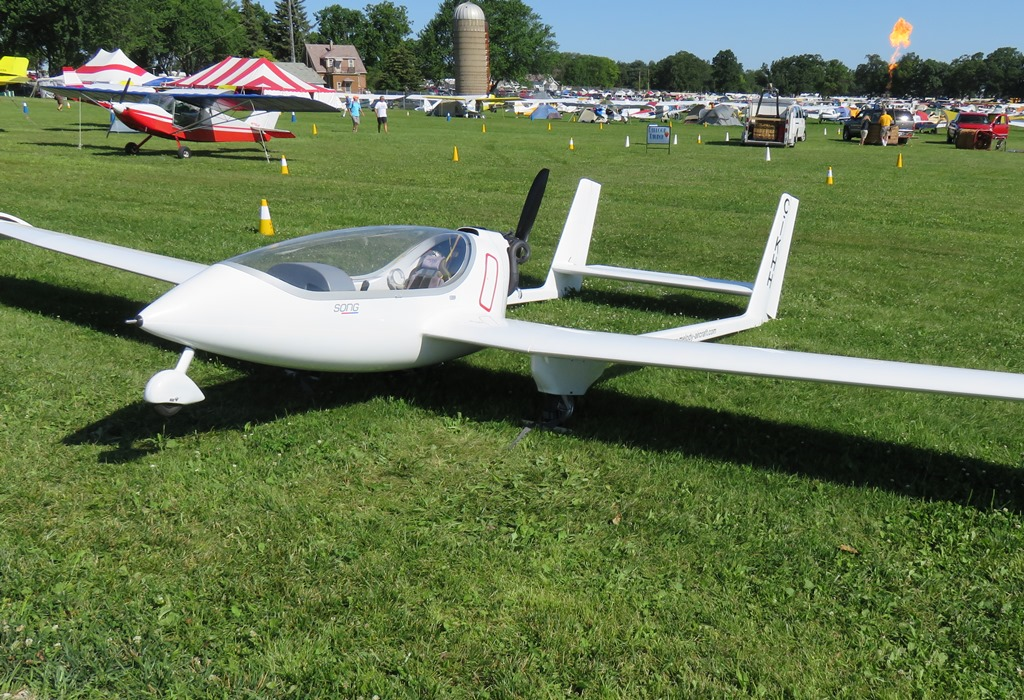
Motorsegler als leichtes Luftsportgerät

Nach § 42 LuftPersV wird unterschieden zwischen Lizenzen für aerodynamisch gesteuerte Ultraleichtflugzeuge, gewichtskraftgesteuerte Ultraleichtflugzeuge, Ultraleichthubschrauber, Luftsportgeräte mit weniger als 120 kg Leergewicht und Sprungfallschirme. Diese gesetzlichen Regelungen haben die mit der Ausbildung und Prüfung beauftragten Luftsportverbände in folgende Luftfahrscheine umgesetzt:
- Dreiachs-Ultraleichtflugzeug
- Ultraleicht-Tragschrauber
- Ultraleicht-Hubschrauber
- Trikes
- Gleitflugzeuge
- Fußstartfähige Ultraleichtflugzeuge
- Sprungfallschirme
- Leichte Luftsportgeräte unter 120 kg Leermasse
  - Dreiachs-Ultraleichtflugzeug
  - Gleitflugzeuge
  - Motorschirme und Motorschirm-Trikes
  - Gleitsegel
  - Hängegleiter

## Ausbildung
Einzelheiten der Ausbildung und Prüfung wurden durch die Verordnung zur Beauftragung von Luftsportverbänden an einzelne Luftsportverbände übertragen. Diese Verbände nehmen auch die notwendigen Prüfungen ab und stellen den Luftfahrerschein für Luftsportgeräteführer aus:
- Deutscher Aero Club für Ultraleichtflugzeuge, Ultraleichthubschrauber, leichte Luftsportgeräte und Sprungfallschirme
- Deutscher Ultraleichtflugverband für Ultraleichtflugzeuge, Ultraleichthubschrauber und leichte Luftsportgeräte
- Deutscher Hängegleiterverband für Hängegleiter, Gleitsegler und leichte Luftsportgeräte
- Deutscher Fallschirmsportverband für Sprungfallschirme

Das Mindestalter für den Beginn der Ausbildung beträgt gemäß § 17 LuftPersV 14 Jahre für nichtmotorgetriebene Luftsportgeräte bzw. 16 Jahre für motorgetriebene Luftsportgeräte. Das Mindestalter zum Erlangen der Lizenz beträgt 16 Jahre für nichtmotorgetriebene Luftsportgeräte bzw. 17 Jahre für motorgetriebene Luftsportgeräte. Je nach Luftsportgerät wird des Weiteren ein fliegerärztliches Tauglichkeitszeugnis mindestens für LAPL vorausgesetzt.
Die Ausbildung gliedert sich in einen theoretischen und einen praktischen Teil mit jeweils anschließender Prüfung. Die theoretische Ausbildung umfasst:
- Luftrecht, einschließlich Durchführung des Sprechfunkverkehrs,
- Navigation oder bei der Sprungausbildung: Freifall,
- Meteorologie,
- Aerodynamik,
- allgemeine Luftfahrzeugkenntnisse, Technik und pyrotechnische Einweisung,
- Verhalten in besonderen Fällen,
- menschliches Leistungsvermögen.

In der praktischen Prüfung muss der Flugschüler nachweisen, dass er die notwendigen Verfahren und Manöver beherrscht.

## Ausübung der Rechte
Die SPL wird seit 2015 unbefristet erteilt, vorher wurde sie jeweils für fünf Jahre ausgestellt und auf Antrag verlängert. Sie beinhaltet eine Erlaubnis zur Teilnahme am deutschsprachigen Flugfunk, die jedoch nur in den Lufträumen G und E gültig ist. Für den Sprechfunkverkehr in den Lufträumen C und D ist zusätzlich ein Sprechfunkzeugnis erforderlich.
Eine auf leichte Luftsportgeräte (lL) mit einem Leergewicht von 120 kg oder weniger beschränkte Lizenz wird seit Anfang 2010 unbefristet ausgestellt. Auch die Sportpilotenlizenz für Fallschirmspringer ist zeitlich unbegrenzt gültig.
Als höchstmögliche Lizenz für Luftsportgeräte darf die SPL, wie auch z. B. die Segelfluglizenz, kommerziell genutzt werden. Das ist deshalb bemerkenswert, weil die eigentlich höherwertige Privatpilotenlizenz eine kommerzielle Nutzung ausdrücklich ausschließt – dort wird für kommerzielle Tätigkeit eine Berufspilotenlizenz benötigt.
Nachtflug, kontrollierter Sichtflug (CVFR) und Instrumentenflug sind mit Luftsportgeräten in Deutschland nicht zulässig.

### Passagierberechtigung
Im Gegensatz zu höherklassigen Lizenzen wie der Privatpilotenlizenz ist die Passagierberechtigung mit dem Erwerb der Lizenz nicht automatisch integriert. Sie kann erst nach der Erfüllung der folgenden Bedingungen beantragt und erworben werden. Zudem ist der Luftfahrzeugführer nach § 45a LuftPersV (Verordnung über Luftfahrtpersonal) nur zur Beförderung von Passagieren berechtigt, wenn er innerhalb der letzten 90 Tage mindestens 3 Starts und 3 Landungen mit einem Luftfahrzeug derselben Klasse, eines selben oder ähnlichen Musters ausgeführt hat.

#### Dreiachs-UL, UL-Tragschrauber, UL-Hubschrauber und Trikes
- Nachweis von 5 Überlandflügen, als Überlandflug gilt ein Flug von mindestens 50 km Strecke mit Zwischenlandung auf einem anderen Flugplatz
- Davon mindestens 2 Überlandflüge mit Zwischenlandung über eine Gesamtstrecke von mindestens 200 Kilometer in Begleitung eines Fluglehrers
- Praktische Prüfung durch Fluglehrer (hierfür kann der zweite 200-km-Überlandflug genutzt werden)[9]

Bei Ultraleicht-Hubschraubern reduziert sich die Strecke für die Überlandflüge auf 150 km, bei Trikes auf 100 km.

#### Fußstart-UL
- Nachweis von mindestens 100 Landungen an 20 Tagen mit Minimumsystemen
- Ein praktischer Eingangstest bei der Flugschule
- Eine theoretische Einweisung durch die Flugschule
- Eine umfangreiche praktische Prüfung mit einem Prüfer, der die Rolle des Passagiers übernimmt

Eine Übertragung der Passagierberechtigung von und auf andere Luftsportgerätemuster ist nicht möglich.

#### Motorschirm
- Lizenzbesitz seit mindestens einem Jahr
- 100 Starts und Landungen nach Lizenzerhalt
- Ein praktischer Eingangstest bei der Flugschule
- 5 doppelsitzige Flüge mit einem Fluglehrer mit Passagierflugberechtigung vor Beginn der Ausbildung
- Eine theoretische Einweisung durch die Flugschule
- Ausbildung mit mindestens 20 Ausbildungsflügen auf doppelsitzigen Motorschirmen unter Aufsicht eines Fluglehrers, davon mindestens zwei in Begleitung eines Fluglehrers.
- Eine praktische Prüfung durch einen Prüfer

Eine Übertragung der Passagierberechtigung von und auf andere Luftsportgerätemuster ist nicht möglich.

#### Gleitschirm und Hängegleiter
- Besitz des beschränkten Luftfahrerscheins (ehemals A-Schein) seit mindestens 24 Monaten und Volljährigkeit
- 200 Höhenflüge nach Erteilung der Lizenz
- Ein praktischer Eingangstest durch einen Prüfer
- Theorieausbildung von vier Stunden
- Ein Flug mit Fluglehrer zu Beginn der Ausbildung
- 40 Flüge mit einem Passagier, der einen Luftfahrerschein für Gleitschirme besitzt, unter Aufsicht oder mit Flugauftrag des Fluglehrers
- Die theoretische und praktische Prüfung durch einen Prüfer

Die Gültigkeit der Passagierberechtigung beträgt drei Jahre und kann verlängert werden wenn innerhalb des letzten Jahres ein Überprüfungsflug bestanden wurde.

### Zusatzberechtigungen
Zum Luftfahrerschein können neben der Passagierberechtigung folgende Zusatzberechtigungen erworben werden:
- Überlandflugberechtigung für Hängegleiter und Gleitschirm (B-Lizenz)
- Flugzeugschleppberechtigung (ohne Fangschlepp)
- Lehrberechtigung

## Pilotenlizenz und Luftsportgeräteführer
Aufbauend auf den Luftfahrerschein für Dreiachs-Flugzeuge konnte in Deutschland, bis zu dessen Abschaffung im Jahr 2013, der Nationale Privatpilotenschein (PPL-N) für Leichtflugzeuge bis 750 kg Abfluggewicht erworben werden, der sich zur europäischen JAR-FCL-Motorfluglizenz erweitern ließ. Seit Einführung der EASA-Pilotenlizenzen im Jahre 2013 ist dies nicht mehr möglich. Es ist eine eigenständige Lizenz nach der EU-Verordnung zu erwerben. Flugstunden können nur teilweise anerkannt werden. Die theoretische Ausbildung und die Abschnitte der praktischen Ausbildung einschließlich Prüfungen sind vollumfänglich abzulegen.
Für Piloten mit Privatpilotenlizenz oder höherwertigen Lizenzen ist das Führen eines Luftsportgerätes der entsprechenden Kategorie nicht möglich, da die Rechtsgrundlage unterschiedlich ist und einfache formlose Anerkennungen nicht vorgesehen sind. Auch diese müssen daher einen Luftfahrerschein für Luftsportgeräteführer erwerben und dazu eine Ausbildung an einer Flugschule durchlaufen. Die höhere Qualifikation wird dabei insofern berücksichtigt, als die theoretische und praktische Prüfung durch einen Prüfungsrat auf luftsportgeräte-spezifische Themen beschränkt oder durch den Ausbildungsleiter der Flugschule abgenommen wird oder sogar ganz entfällt. Auch die Passagierberechtigung muss nicht gesondert erworben werden.
Seit 2020 werden in der Europäischen Union die Flugstunden auf motorgetriebenen aerodynamisch gesteuerten Ultraleichtflugzeugen und Ultraleicht-Segelflugzeugen auf die geforderten Pflichtstunden für den Erhalt der Klassenberechtigung für einmotorige Kolbenmotor-getriebene Flugzeuge, Reisemotorsegler und Segelflugzeuge anerkannt. Dies gilt nur für die Verlängerung der Klassenberechtigung für die Leichtluftfahrzeug-Pilotenlizenz, Privatpilotenlizenz und Segelflugzeugpilotenlizenz. Für den Ersterwerb ist weiterhin eine Ausbildung auf zugelassenen Leichtflugzeugen notwendig.

## Internationale Verwendbarkeit der deutschen Lizenz
Die rechtlichen Grundlagen des Ultraleichtfliegens unterliegen in Europa nationalen Regelungen. Diese variieren zwischen den Staaten beträchtlich. So wird die französische Ultraleichtlizenz beispielsweise auf Lebenszeit erteilt, kennt keine Mindestflugzeiten und benötigt keine periodische ärztliche Folgeuntersuchung. Es gibt dort fünf Klassen: mehrachsig gesteuerte Ultraleichtflugzeuge, gewichtskraftgesteuerte, Motorschirme, Tragschrauber und ultraleichte Ballone und Luftschiffe.
Teilweise existieren in den europäischen Staaten Gastflugregelungen, um einen grenzüberschreitenden Verkehr mit Ultraleichtflugzeugen zu ermöglichen. Auch diese Regelungen sind zwischen den Staaten sehr verschieden. Die deutsche Regelung für die Inhaber europäischer Lizenzen gilt nicht für Personen, die ihren Wohnsitz in der Bundesrepublik haben. Die deutsche SPL ist inzwischen in zahlreichen Ländern Europas anerkannt. Sie erlaubt auch den Einflug (dabei ist teilweise ein Flugplan aufzugeben) in alle benachbarten Länder Deutschlands und das Fliegen in fast allen europäischen Ländern (außer Rumänien), wobei allerdings die nationalen Regeln oder eine vorher einzuholende Einflugerlaubnis und die nationalen Lufträume des jeweiligen Staates beachtet werden müssen.
In der Schweiz sind Ultraleichtflugzeuge erst seit 2006 zugelassen. Seit 1. Juli 2005 gibt es aber schon eine Liste von Ultraleichtflugzeugen, deren Betrieb durch ausländische Piloten in der Schweiz erlaubt ist. Der Betrieb oder Einflug anderer Muster sowie von schwerkraftgesteuerten Ultraleichtflugzeugen, motorisierten Hängegleitern oder Motorschirmen bleibt hingegen weiterhin untersagt.
In Frankreich, Italien (dort jeweils ULM genannt), dem Vereinigten Königreich, Schweden und Dänemark besteht – im Gegensatz zu Deutschland – für Ultraleichtflugzeuge keine Flugplatzpflicht, das heißt, es darf mit Einverständnis des Grundstückinhabers in Einzelfällen auf allen geeigneten Geländen gelandet werden.
Auf den Philippinen wird Ultraleichtfliegen mit Genehmigung der Civil Aviation Authority Philippines (CAAP) ausschließlich durch den Angeles City Flying Club organisiert. Deutsche Lizenzen werden dort anerkannt. Die CAAP selbst vergibt keine Lizenzen zum Ultraleichtfliegen, wodurch Ultraleichtfliegen ohne Lizenz auf anderen Flugfeldern theoretisch erlaubt ist.

## Anerkennung ausländischer Luftsportgeräte-Lizenzen
Gemäß der Verordnung (EU) Nr. 1178/2011 der Kommission vom 3. November 2011 (in der jeweils aktuellen Fassung) wird den Mitgliedsstaaten ermöglicht, von Drittländern ausgestellte Lizenzen anzuerkennen. Ausländische Lizenzen für das Führen von Luftsportgeräten in Deutschland können, sofern sie noch gültig sind, anerkannt werden. Dabei ist zu unterscheiden zwischen einer allgemeinen Anerkennung und einer Anerkennung im Einzelfall.  Die allgemeine Anerkennung und die Anerkennung im Einzelfall werden von dem Beauftragten nach § 31c des Luftverkehrsgesetzes (zuständige Stelle, siehe oben Auflistung der Verbände unter AUSBILDUNG) erteilt.
Für anerkannte Luftfahrerscheine und Berechtigungen kann die zuständige Stelle auf Antrag entsprechende deutsche Ausweise erteilen.

### Allgemeine Anerkennung
Sie wird erteilt, wenn der Antragsteller aus einem Land stammt, das als „EASA-Mitgliedsstaat“ bezeichnet wird. Das sind alle Staaten, die  entweder direkt der EU-Regulierung Luftfahrt (Verordnung (EU) 2018/1139) unterliegen (EU-Mitgliedsstaaten) oder sich wie z. B. die Schweiz per nationalem Gesetz der EU-Regulierung Luftfahrt unterworfen haben. Dazu gehört nach Wirksamwerden des Brexits Ende 2020 auch Großbritannien.

### Anerkennung im Einzelfall
Die Anerkennung kann individuell von dem Nachweis der Eignung nach den Vorschriften der LuftPersV sowie der fachlichen Voraussetzungen, der Fähigkeiten und Kenntnisse abhängig gemacht werden. Der Antrag ist bei der zuständigen Stelle (siehe oben) einzureichen.